# Maurice Despres
Ambroise-Marie-Félix-Maurice Despres (n. 1866 – d. 1954) a fost un ofițer francez, atașat militar al Franței în România pe perioada Primului Război Mondial.